# Violeiro (luthier)

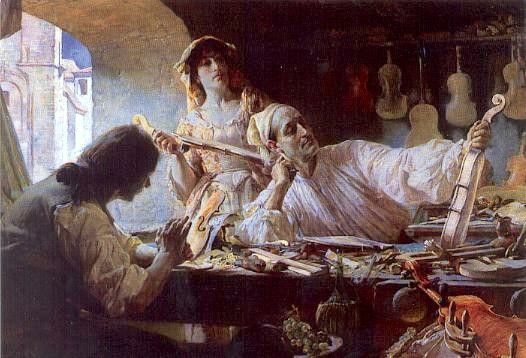
Uma visão romântica da luteria de Antonio Stradivari, pelo pintor inglês Edgar Bundy (1893).

Violeiro(português europeu), guitarreiro(português europeu), luteiro ou luthier é um profissional especializado na construção e no reparo de instrumentos de cordas, com caixa de ressonância. Isto inclui o violão, violinos, violas, violoncelos, contrabaixos, violas da gamba e todo tipo de guitarras (acústica, elétrica, clássica),  alaúdes, archilaúdes, tiorbas, e bandolins.

## Etimologia e semântica
A palavra violeiro é portuguesa e derivada de viola, do occitano viola. Designa um fabricante de violas e outros instrumentos musicais de corda. A palavra luthier é francesa e deriva de luth (alaúde). Os termos violaria, ou luteria (do francês lutherie aportuguesado) designam a arte da construção de instrumentos de cordas ou, por metonímia, o ateliê, ou uma loja desses  instrumentos.
Originalmente, em português, o nome mais usual para designar o ofício de contructor de violas é o de “Violeiro”, existindo também a forma “Guitarreiro” desde os séculos XV e XVI, pela simples razão de que a palavra Guitarra designava nessa época uma das variantes da Viola de mão. Todos os documentos oficiais mencionando artesãos que constroem ou reparam instrumentos de cordas desde o século XVI até o início do século XIX no Brasil Colônia e em Portugal, e depois em Portugal, nos Palop, em Macau e em Timor, adoptam a forma "Violeiro"  até ao início do século XXI, insistindo ainda em 2016 António Luciano, violeiro famoso do Porto que exporta para todos os continentes, em usar o qualificativo português "violeiro", e não luthier, que é a mesma coisa "mas para quem é francês".
A palavra Luthier é de grande ocorrência no Brasil contemporâneo, mas é de introdução mais recente nos dicionários da língua portuguesa, e ainda não sistemática devido ao seu caráter de galicismo, havendo termo vernáculo equivalente em língua portuguesa. Em contrapartida, no Brasil a palavra "Violeiro" é frequentemente empregada para designar o próprio tocador dum instrumento de cordas, sendo essa variação de léxico específica ao português brasileiro pelo menos desde fins do século XIX, e admitida pelos dicionários. Em Portugal o tocador de viola é chamado de "Violista", ou "Guitarrista". No entanto não é raro quotidianos brasileiros como a Folha de S.Paulo empregarem também a palavra "Violista".

## Grandes violeiros italianos e portugueses
Uma grande referência internacional de violeiro é Antonio Stradivari (1644-1737), ou Stradivarius, como era conhecido. Outros violeiros famosos são Nicolò Amati (1596-1684), que foi o mestre de Stradivari, e Giuseppe Guarnieri (1698-1744), também discípulo de Amati - todos cremoneses. Também Portugal teve grandes violeiros de renome, homenageados em 2007 pelo compositor e instrumentista português Pedro Caldeira Cabral. No século XVII, estes artesãos tinham as suas oficinas na Rua dos Escudeiros, na freguesia de São Nicolau de Lisboa e, como nota Lambertini, no século seguinte, passaram alguns para o Poço do Borratem, em Lisboa. Entre os mais célebres violeiros portugueses, podem citar-se com menção do tipo de instrumentos que sobreviveram:
- Belchior Dias,[20][27][28] século XVI, Lisboa (dele conhecem-se três exemplares belíssimos de violas de mão de cinco e seis ordens, estando um deles no Royal College of Music de Londres, datado de 1581, e os restantes no Shrine to the Music Museum, South Dakota e nas reservas do Musée de la Musique, em Paris);
- Diogo Dias, Lisboa, nomeado "violeiro pessoal de D. João III" por carta do 24 de Março de 1551;[29]
- Manuel Correa de Almeida (1693, “violeiro da Raynha N/S”, R.Dta. da Esperança, LXa.);
- Manuel Francisco (em 1710 violeiro da Casa das Senhoras Rainhas);
- Domingos Álvares (nomeado em 1711 violeiro da Rainha D. Mariana);
- Domingos Ferreira (1709-1771), violeiro de Portugal e Brasil Colônia, com oficina em Ouro Preto (inventário famoso, pertencente ao Arquivo do Museu da Inconfidência de Ouro Preto, Casa do Pilar, cód. 35, auto 427, 1º Ofício, de 99 folhas, aberto em 7 de outubro de 1771 e encerrado em 22 de novembro de 1777);[30]
- Domingos José d’Araujo (activo entre 1800/1830, em Braga, guitarras).[31]

No século XIX desenvolveram-se núcleos de produção com intensa actividade em várias cidades cobrindo as principais regiões do país, dando origem a verdadeiras “escolas” de violaria, geralmente conhecidas como a “escola” do Porto, a de Coimbra e a de Lisboa.

## Alargamento do sentido da palavraluthierno Brasil
Em sentido específico, a luteria é a arte que trabalha apenas com instrumentos de corda, como o violão, o violino ou o baixo.